# 하늘에서 음식이 내린다면 (비디오 게임)
《하늘에서 음식이 내린다면》(Cloudy with a Chance of Meatballs)는 2009년에 출시된 유비소프트의 비디오 게임이다.

## 게임 플레이
주인공인 플린트를 조종해 제비 폭포를 지나는 동안 여섯 가지 도구를 이용해 레벨을 통과하도록 도와야 한다. 게임은 5막으로 구성되어 있고, 첫 번째 막에서는 각 레벨에서 플린트가 하나의 도구만 사용할 수 있다. 2막에서는 플린트가 두 가지의 도구를 전환할 수 있고, 3막부터는 세 가지를 사용할 수 있다. 각 레벨에는 30개의 순환수 식품 포드가 있으며, 이를 특정 도구를 사용하여 제거해야 한다.